# Nikita Kuczerow
Nikita Igoriewicz Kuczerow, ros. Никита Игоревич Кучеров (ur. 17 czerwca 1993 w Majkopie) – rosyjski hokeista, reprezentant Rosji, atakujący Tampa Bay Lightning, dwukrotny zdobywca Pucharu Stanleya.

## Kariera
Nikita Kuczerow został wybrany przez Tampa Bay Lightning z 58. numerem w NHL Entry Draft 2011. Przed draftem występował w Rosji, gdzie bronił barw CSKA Moskwa. We wrześniu 2012 strony uzgodniły warunki pierwszego, 3-letniego kontraktu Kuczerowa w NHL. Podczas negocjowania nowej umowy Kuczerowa w 2016 roku, suma wynagrodzeń na sezon 2016-17 w drużynie Tampa Bay Lightning była bliska salary cap na ten sezon, które wynosiło 73 mln dolarów. Kuczerow zgodził się na 3-letni kontrakt z pensją 4,76 mln dolarów za sezon, niższy i krótszy niż się tego spodziewano (inne gwiazda NHL Filip Forsberg doszedł do porozumienia z Nashville Predators i podpisał długoterminowy, 6-letni kontrakt wart 36 mln dolarów, natomiast Władimir Tarasienko związał się z St. Louis Blues na kolejne 8 lat, z roczną pensją w wysokości 7,5 mln dolarów). Dzięki temu porozumieniu drużyna Błyskawic nie przekroczyła pułapu wynagrodzeń, a Kuczerow mógł liczyć na korzystniejszy kolejny kontrakt z klubem z Florydy. W spotkaniu z Buffalo Sabres 6 kwietnia 2018 Kuczerow zdobył 100. punkt w sezonie zasadniczym 2017–18, zostając trzecim zawodnikiem w historii Lightning z dorobkiem co najmniej 100 punktów, po Vincencie Lecavalierze i Martinie St. Louisie. W lipcu 2018 zawodnik przedłużył kontrakt z Tampa Bay Lightning o 8 lat, w trakcie których ma zarobić 76 mln dolarów. Dzięki nowemu kontraktowi Kuczerow został najlepiej opłacanym zawodnikiem w historii drużyny z Tampy.
W 2017 roku wziął udział w NHL All-Star Game jako członek Dywizji Atlantyckiej. W latach 2020–2021 dwukrotnie poprowadził zespół do mistrzostwa ligi, będąc w obu sezonach najskuteczniejszym strzelcem fazy play-off.
Reprezentant Rosji, uczestniczył w turnieju Pucharu Świata w 2016 roku, gdzie jego drużyna zajęła 4. miejsce. W kwietniu 2017 prawa zawodnicze do Kuczerowa w ramach KHL nabył klub SKA Sankt Petersburg od CSKA Moskwa.

## Statystyki

### Sezon zasadniczy i play-off
| 2009–10     | Krasnaja Armija Moskwa | MHL         | 53  | 29  | 25  | 54  | 5   | 0  | 2   | 2   |
| 2010–11     | Krasnaja Armija Moskwa | MHL         | 47  | 27  | 31  | 58  | 10  | 5  | 8   | 13  |
| 2010–11     | CSKA Moskwa            | KHL         | 9   | 0   | 2   | 2   | —   | —  | —   | —   |
| 2011–12     | Krasnaja Armija Moskwa | MHL         | 23  | 24  | 19  | 43  | 7   | 3  | 1   | 4   |
| 2011–12     | CSKA Moskwa            | KHL         | 18  | 1   | 4   | 5   | —   | —  | —   | —   |
| 2012–13     | Quebec Remparts        | QMJHL       | 6   | 3   | 7   | 10  | —   | —  | —   | —   |
| 2012–13     | Rouyn-Noranda Huskies  | QMJHL       | 27  | 26  | 27  | 53  | 14  | 9  | 15  | 24  |
| 2013–14     | Syracuse Crunch        | AHL         | 17  | 13  | 11  | 24  | —   | —  | —   | —   |
| 2013–14     | Tampa Bay Lightning    | NHL         | 52  | 9   | 9   | 18  | 2   | 1  | 0   | 1   |
| 2014–15     | Tampa Bay Lightning    | NHL         | 82  | 29  | 36  | 65  | 26  | 10 | 12  | 22  |
| 2015–16     | Tampa Bay Lightning    | NHL         | 77  | 30  | 36  | 66  | 17  | 11 | 8   | 19  |
| 2016–17     | Tampa Bay Lightning    | NHL         | 74  | 40  | 45  | 85  | —   | —  | —   | —   |
| 2017–18     | Tampa Bay Lightning    | NHL         | 80  | 39  | 61  | 100 | 17  | 7  | 10  | 17  |
| 2018–19     | Tampa Bay Lightning    | NHL         | 82  | 41  | 87  | 128 | 3   | 0  | 2   | 2   |
| 2019–20     | Tampa Bay Lightning    | NHL         | 68  | 33  | 52  | 85  | 25  | 7  | 27  | 34  |
| 2020–21     | Tampa Bay Lightning    | NHL         | —   | —   | —   | —   | 23  | 8  | 24  | 32  |
| 2021–22     | Tampa Bay Lightning    | NHL         | 47  | 25  | 44  | 69  | 23  | 8  | 19  | 27  |
| 2022–23     | Tampa Bay Lightning    | NHL         | 82  | 30  | 83  | 113 | 6   | 1  | 5   | 6   |
| 2023–24     | Tampa Bay Lightning    | NHL         | 81  | 44  | 100 | 144 | 5   | 0  | 7   | 7   |
| KHL łącznie | KHL łącznie            | KHL łącznie | 27  | 1   | 6   | 7   | —   | —  | —   | —   |
| NHL łącznie | NHL łącznie            | NHL łącznie | 725 | 319 | 553 | 872 | 147 | 53 | 114 | 167 |

### Międzynarodowe
| Rok                | Drużyna            | Turniej            | Wynik              | M  | G  | A  | Pkt |
| ------------------ | ------------------ | ------------------ | ------------------ | -- | -- | -- | --- |
| 2011               | Rosja              | MŚ U18             | 1st                | 7  | 11 | 10 | 21  |
| 2012               | Rosja              | MŚJ                | 1st                | 7  | 2  | 5  | 7   |
| 2013               | Rosja              | MŚJ                | 1st                | 7  | 5  | 3  | 8   |
| 2016               | Rosja              | PŚ                 | 4                  | 4  | 2  | 1  | 3   |
| 2017               | Rosja              | MŚ                 | 1st                | 10 | 7  | 8  | 15  |
| Juniorskie łącznie | Juniorskie łącznie | Juniorskie łącznie | Juniorskie łącznie | 21 | 18 | 18 | 36  |
| Seniorskie łącznie | Seniorskie łącznie | Seniorskie łącznie | Seniorskie łącznie | 14 | 9  | 9  | 18  |

M – liczba rozegranych meczów
G – zdobyte bramki
A – asysty

## Nagrody i wyróżnienia
Reprezentacyjne
 Brązowy medal mistrzostw świata: 2017, 2019

Klubowe
 Puchar Stanleya: 2020 z Tampa Bay Lightning
 Puchar Stanleya2021 z Tampa Bay Lightning

Indywidualne
Mistrzostwa świata do lat 18 w 2011 roku – pierwszy skład gwiazd
Występ w Meczu Gwiazd NHL w sezonie 2016-2017
Mistrzostwa Świata w Hokeju na Lodzie 2017/Elita:
- Pierwsze miejsce w klasyfikacji strzelców turnieju: 7 goli (ex aequo)[16]
- Szóste miejsce w klasyfikacji asystentów turnieju: 8 asyst[17]
- Drugie miejsce w klasyfikacji kanadyjskiej turnieju: 15 punktów[18]

Występ w Meczu Gwiazd NHL w sezonie 2017-2018:
NHL (2018/2019):
- Art Ross Memorial Trophy dla zdobywcy największej liczby punktów w sezonie zasadniczym w lidze NHL[19]
- Trofeum Charłamowa dla najlepszego rosyjskiego zawodnika sezonu w lidze NHL[20]
- Występ w Meczu Gwiazd NHL

Mistrzostwa Świata w Hokeju na Lodzie 2019/Elita:
- Piąte miejsce w klasyfikacji asyst: 10 asyst[21]
- Drugie miejsce w klasyfikacji kanadyjskiej turnieju: 16 punktów[22]
- Jeden z trzech najlepszych zawodników reprezentacji w turnieju[23]
- Najlepszy napastnik turnieju[24][25]

Występ w Meczu Gwiazd NHL w sezonie 2019-2020
NHL (2023/2024):
- Art Ross Memorial Trophy dla zdobywcy największej liczby punktów w sezonie zasadniczym w lidze NHL[27]
- Występ w Meczu Gwiazd NHL